# Ortilia liriope
Ortilia liriope är en fjärilsart som beskrevs av Pieter Cramer 1775. Ortilia liriope ingår i släktet Ortilia och familjen praktfjärilar. Inga underarter finns listade i Catalogue of Life.

## Bildgalleri

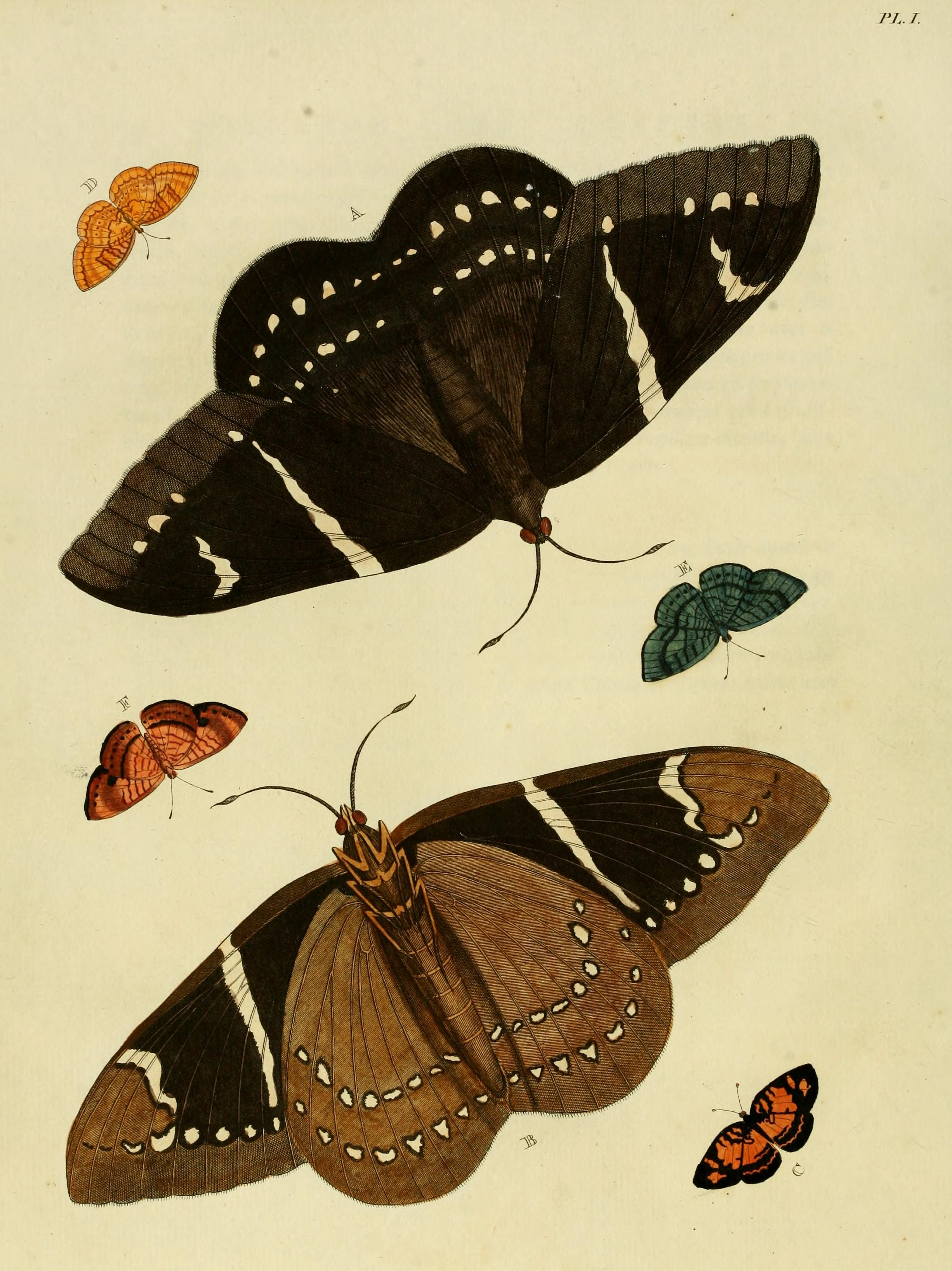
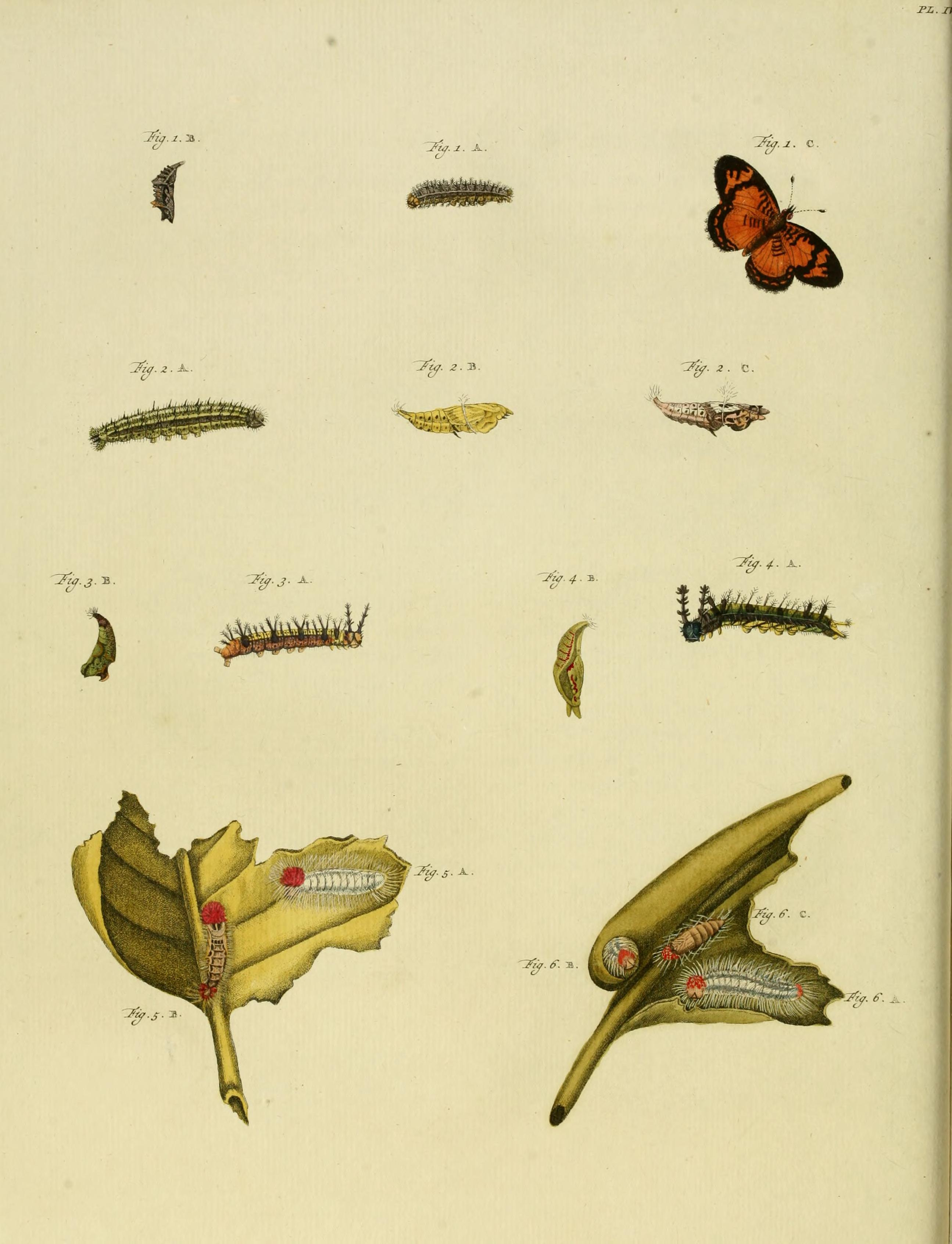